# Ben Erdreich
Benjamin (Ben) Erdreich (ur. 9 grudnia 1938) – amerykański polityk, członek Partii Demokratycznej. W latach 1983–1993 był przedstawicielem szóstego okręgu wyborczego w stanie Alabama w Izbie Reprezentantów Stanów Zjednoczonych.